# Szafirek drobnokwiatowy
Szafirek drobnokwiatowy (Muscari botryoides) – gatunek rośliny z rodziny szparagowatych. Występuje w Europie środkowo-południowej od Bałkanów i Półwyspu Apenińskiego na północ do Białorusi, Polski, Niemiec i Francji.

## Morfologia
PokrójCebule biało-szare obwodzie do 10 cm.
LiścieKoloru zielonego, sztywne o szerokości 3-13 mm, rozszerzające się ku górze.
KwiatyNiebieskie, kuliste, o białych brzegach w gęstych gronach o długości ok. 8 cm. Bezwonne.

## Zastosowanie
Sadzone w grupach jako rośliny ozdobne (np. na trawniku), do tworzenia obwódek, na rabaty oraz do bukietów jako kwiat cięty.

## Uprawa
Szafirki nie są roślinami wymagającymi, radzą sobie na przeważającej ilości stanowisk. Najlepsze warunki to żyzna, próchnicza, piaszczysto-gliniasta gleba, lekko wilgotna. Stanowisko słoneczne lub półcień. Rośliny kwitną od kwietnia do maja. Szafirki rozmnaża się z nasion lub cebulek przybyszowych. Siew wykonuje się jesienią. Cebule wykopuje się i przesadza w czerwcu. Cebulki sadzi się w lipcu, liście mogą pojawić się tego samego roku. Można też sadzić w październiku. Rośliny najlepiej prezentują się w grupach. Sadzi się je na głębokości ok. 5 cm. Cebulki przesadzamy możliwie jak najczęściej ze względu na dość szybki przyrost cebul przybyszowych.

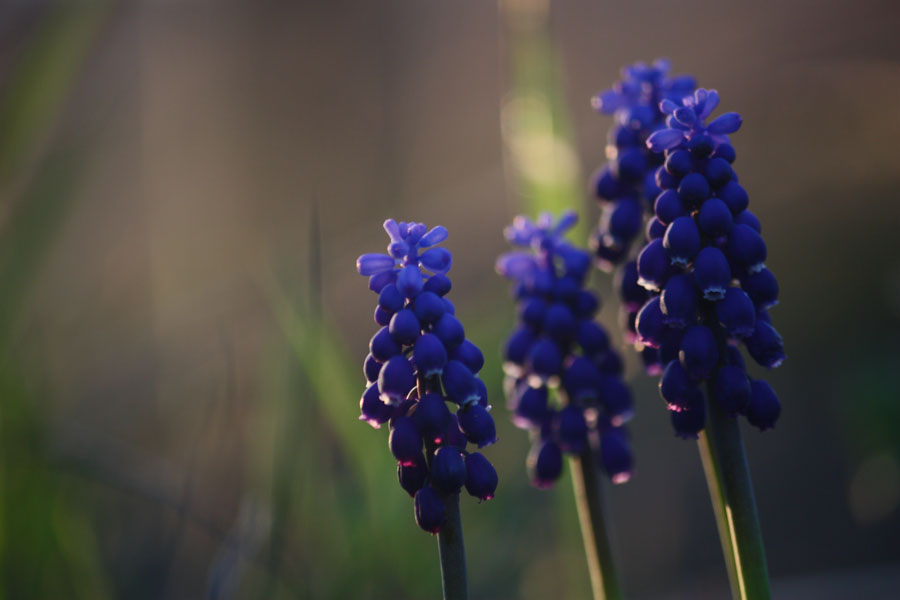
Szafirek